# Seven Veils
Pour plus de détails, voir Fiche technique et Distribution.
Seven Veils est un film canadien réalisé par Atom Egoyan et sorti en 2023.
Il est présenté en avant-première au festival international du film de Toronto 2023.

## Fiche technique
Sauf indication contraire, les informations mentionnées dans cette section peuvent être confirmées par la base de données cinématographiques IMDb,  présente dans la section « Liens externes ».
- Titre original : Seven Veils
- Réalisation et scénario : Atom Egoyan
- Musique : Mychael Danna
- Direction artistique : Adriana Bogaard
- Décors : n/a
- Costumes : Debra Hanson
- Photographie : Paul Sarossy
- Montage : David Wharnsby
- Production : Fraser Ash, Atom Egoyan, Niv Fichman, Kevin Krikst et Simone Urdl
- Sociétés de production : Rhombus Media et Ego Film Arts ; avec la participation de XYZfilms, Téléfilm Canada, Canadian Opera Company et Cinetic Media
- Société de distribution : Elevation Pictures (Canada)
- Budget : n/a
- Pays de production :  Canada
- Langue originale : anglais
- Format : couleur
- Genre : drame
- Durée : 107 minutes
- Dates de sortie[1] :
  - Canada : 10 septembre 2023 (festival de Toronto)
  - États-Unis : 7 mars 2025 (en salles)

## Distribution
- Amanda Seyfried : Jeanine
- Rebecca Liddiard : Clea
- Douglas Smith
- Mark O'Brien
- Vinessa Antoine
- Michael Kupfer-Radecky : Johann
- Ambur Braid

## Production
En février 2023, Amanda Seyfried est annoncée dans un film écrit et réalisé par Atom Egoyan. Le film est notamment produit par Rhombus Media (en), Ego Film Arts, Cinetic Media (en), IPR.VC et la plateforme Crave. En mars 2023, Rebecca Liddiard, Douglas Smith, Mark O'Brien ou encore Vinessa Antoine rejoignent la distribution
Le tournage a lieu en février et mars 2023 à Toronto.

## Distinctions

### Sélections
- Festival international du film de Toronto 2023[5]
- Festival international du film de Vancouver[6]
- Cinéfest Sudbury International Film Festival[7]
- Berlinale 2024 : sélection officielle, hors compétition